# Orde de la Rosa

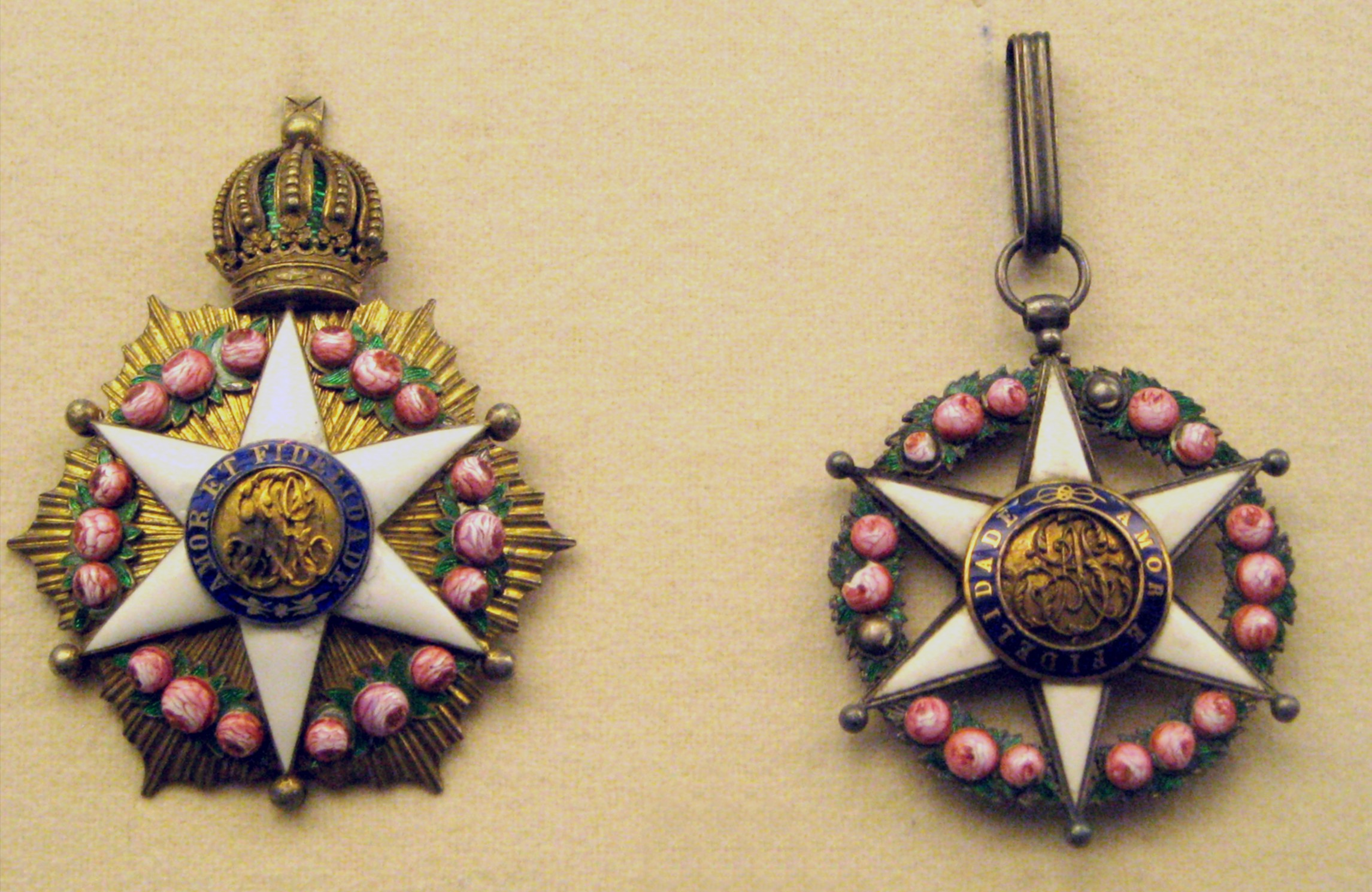
Imperial Orde de la Rosa

L'Orde de la Rosa, (portuguès: Imperial Ordem da Rosa) és una Orde de cavalleria del Brasil, instituïda per l'Emperador Pere I del Brasil el 17 d'octubre de 1829 per commemorar el seu casament amb Amélie de Leuchtenberg.
El 22 de març de 1890, aquesta orde va ser abolida com a Orde nacional pel govern del Brasil, tot i que es continua atorgant com a orde dinàstic.

## L'Orde de la Rosa com a Orde de Casa
Des de la deposició del darrer monarca brasiler el 1889 Pere II del Brasil, aquesta orde continuà com a Orde dinàstic essent concedida pels Caps de la Casa d'Orleans-Braganza, tant per la branca Vassouras com per la branca Petrópolis.